# V. G. Karnad
Venkatsubbarao Ganesh Karnad (* 22. September 1925 in Guruvayankere; † 7. September 2020), auch als Narahari gekannt, war ein indischer Bansurispieler.

## Leben
Karnad spielte in seiner Jugend Harmonium und Bansuri, beeinflusst vor allem durch P. Sanjivrao. Erst im Alter von 23 Jahren lernte er in Bombay Pannalal Ghosh kennen, der sein Lehrer wurde. Schon bald war seine Ausbildung so weit fortgeschritten, dass er seinen Lehrer bei Konzerten begleiten konnte. Bekannt wurde er ab 1954 durch Rundfunkauftritte, so dass er 1958 an dem jährlich in Bombay stattfindenden von Sur Singar Samsad organisierten Swami-Haridas-Festival (Swami Haridas Sangeet Sammelan) teilnehmen konnte.
Er trat in der Folgezeit bei Konzerten und auch im Fernsehen auf und unternahm 1960 seine erste große Auslandstournee durch Europa. 1985 gab er in Großbritannien und den USA fünfundvierzig Konzerte. Im Folgejahr wurde er zu einem Auftritt bei einer Gedenkveranstaltung zum 75. Geburtstag seines Lehrers Pannalal Ghosh in Dhaka eingeladen. 1987 und 1992 reiste er erneut nach Bangladesch und trat dort in Chittagong, Rajashahi und Dhaka auf. Zum 100. Geburtstag Pannalal Ghoshs beschloss er mit einem Flöten-Recital ein dreitägiges Musikfestival in Dhaka.